# Філіп Ларкін
Філіп Артур Ларкін (англ. Philip Arthur Larkin 9 серпня 1922, Ковентрі — 2 грудня 1985, Кінґстон-апон-Галл) — британський поет, письменник і джазовий критик. Перша книга поезій «Північний корабель» вийшла друком 1945 року, далі вийшли два романи «Джилл» (1946) і «Дівчина взимку» (1947). Став відомим після публікації другої збірки поезій «Менш обмануті» 1955 року, далі опубліковано збірки Весілля на Трійцю (1964) та Високі вікна (1974). Від 1961 до 1971 року працював джазовим критиком у газеті The Daily Telegraph, статті вийшли окремою книгою «Все що джаз: щоденник записів 1961–71» (1985). Був редактором «Оксфордської книги англійського вірша ХХ століття» (1973). Нагороджений низкою відзнак, серед яких Золота медаль Королеви за поезію. Після того як 1984 року помер Джон Бетчеман, Ларкіну запропонували посаду поета-лауреата Великої Британії, але він відмовився. 
Закінчивши 1943 року Оксфордський університет за спеціальністю «Англійська мови та література», Ларкін став бібліотекарем. Упродовж тридцяти років працював університетським бібліотекарем у бібліотеці Брінмора Джонса в Університеті Галла, де створив більшість своїх надрукованих робіт. За словами Ендрю Моушна, його віршам притаманна «дуже англійська, похмура точність» щодо емоцій, місць та стосунків, а Дональд Деві описав їх як «зниження планки й втрату надії». Ерік Гомбеґер (вторуючи Рендаллові Джарреллу) назвав поета «найсумнішим серцем у післявоєнному супермаркеті» - та й сам Ларкін сказав, що депривація для нього була «тим, чим нарциси були для Вордсворта». Його вірші мають складну, але гнучку форму. На них позначився вплив Вістена Одена, Вільяма Єйтса і Томаса Гарді. Джин Гартлі, колишня дружина видавця Ларкіна Джорджа Гартлі ("Marvell Press"), схарактеризувала їх як «пікантну суміш ліризму і невдоволення». Натомість антолог Кіт Тума зазначає, що в творах Ларкіна є щось більше, ніж можна подумати, якщо сприймати їх лише за репутацією похмуро песимістичних.
У Ларкіна склався імідж приземленого, усамітненого англійця, який не любив слави й уникав публічного літературного життя. 1992 року, вже після смерті письменника, Ентоні Твейт опублікував його листи. Це спричинило суперечки щодо його особистого життя та політичних поглядів, що їх Джон Бенвілл назвав жахливими, але й місцями смішними. Ліза Джардін назвала його «часами, запеклим расистом і трохи женоненависником», але академік Джон Осборн твердив 2008 року, що «найгірше, що будь-хто дізнався про Ларкіна, - це якісь грубі листи й схильність до м'якшого порно, ніж те, яким розважається широкий загал». Попри таку суперечність думок,  згідно з опитуванням Товариства поетичної книги 2003 року, Ларкіна обрали найулюбленішим британським поетом за попередні 50 років, майже через два десятиліття після його смерті, а 2008 року The Times назвав його найвизначнішим письменником післявоєнної Британії.
1973 року оглядач газети «Coventry Evening Telegraph» назвав Ларкіна «бардом Ковентрі». 2010 року в Кінгстон-апон-Галлі провели фестиваль Ларкін 25 на відзначення 25-річчя від дня поетової смерті. Фестиваль завершився відкриттям 2 грудня статуї Ларкіна роботи скульптора Мартіна Дженнінґса. 2 грудня 2016 року, по 31-й річниці з дня його смерті, в Кутку Поетів у Вестмінстерському абатстві відкрито кам'яний меморіал Ларкіну. 

## Життєпис

### Раннє життя та освіта
Філіп Ларкін народився 9 серпня 1922 року на Полтні Роуд, 2, в Редфорді. Єдиний син і наймолодша дитина Сідні Ларкіна (1884–1948) та Еви Емілі (1886–1977), дочки службовця Вільяма Джеймса Дея. Рід Сідні Ларкіна походив з Кенту, але принаймні з вісімнадцятого століття його пращури жили в Лічфілді (Стаффордшир), де спочатку вони були кравцями, а потім стельмахами та шевцями. Рід Деїв походив з Еппінга (Ессекс), але 1914 року вони переїхали до Лі в Ланкаширі. 
Ларкіни мешкали в районі Редфорда, доки майбутньому поетові не виповнилось п'ять років, а потім переїхали до великого триповерхового будинку середнього класу з кімнатами для слуг поблизу залізничної станції Ковентрі та Школи короля Генріха VIII на Мейнор-Роуд. Їхній колишній будинок на Мейнор-Роуд пережив бомбардування під час Другої світової війни, але його знесли у 60-х роках у рамках програми модернізації доріг, а саме будівництва внутрішньої кільцевої дороги. Сестра Кетрін, на прізвисько Кітті, була на 10 років старша за нього. Його батько, який вибився з низів і став скарбником міста Ковентрі, був особливою особистістю, "нігілістично розчарованим у середньому віці". У ньому поєднались любов до літератури і захоплення нацизмом, і він відвідав два з'їзди НСДАП в Нюрнберзі в середині 30-х. Він познайомив сина з творами Езри Паунда, Томаса Еліота, Джеймса Джойса і насамперед Девіда Лоуренса. Мати була нервовою і пасивною жінкою, «свого роду дефектним механізмом... Її ідеал - «знесилюватись» і щоб нею опікувались», цілком під впливом свого чоловіка. 

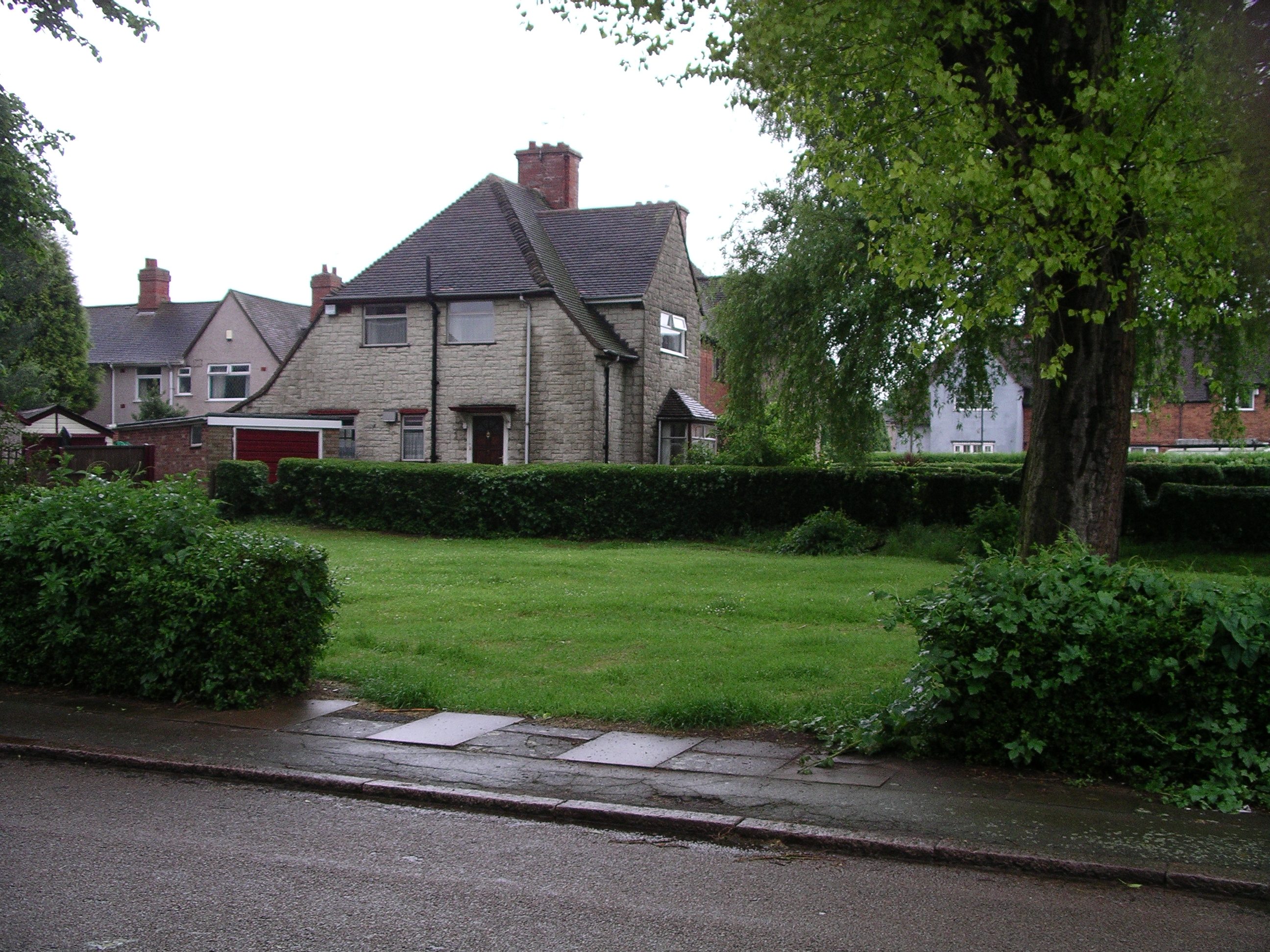
Колишній муніципальний будинок батьків Ларкіна в Редфорд (Ковентрі), що виходить на гайок, який колись був їхнім садом (світлина 2008 року)

Раннє дитинство Ларкіна було в чомусь незвичним: до восьми років його навчали вдома мати й сестра. Ні друзі, ні родичі ніколи не відвідували сімейний будинок, і в нього розвинулось заїкання. Утім, пішовши до початкової школи Королівського коледжу Генріха VIII в Ковентрі, він одразу вписався в колектив і встановив тісні, тривалі дружні стосунки, наприклад, з Джеймсом "Джимом" Саттоном, Коліном Ґаннером та Ноелем "Джошем" Г'юзом. Хоча домашнє життя Ларкіна було відносно прохолодним, він відчував підтримку з боку батьків. Він дуже любив джаз, тож батьки купили йому барабанну установку й саксофон, а також оформили підписку на журнал DownBeat. З початкової школи перейшов до старшої школи Короля Генріха VIII. Коли в 16 років він склав іспит на шкільний сертифікат, то оцінки були дуже низькими. Попри це, йому дозволили й далі навчатись у школі. А через два роки він здобув відзнаку з англійської мови й історії та склав вступні іспити до Коледжу святого Івана (Оксфорд), щоб вивчати там англійську мову. 
У жовтні 1940 року, через рік після початку Другої світової війни, Ларкін почав навчання в Оксфордському університеті. Старі аристократичні традиції університетського життя, принаймні на певний час, занепали, і більшість студентів-чоловіків навчалися на здобуття значно врізаних наукових ступенів. Через поганий зір Ларкін провалив військово-медичний огляд і зміг навчатися звичайні три роки. За посередництва свого партнера за навчанням Нормана Ілса він познайомився з Кінгслі Емісом, який потурав його схильності до насмішок та неповаги і який залишався близьким другом до смерті Ларкіна. Еміс, Ларкін та інші друзі з університету створили групу, яку вони охрестили «Сімкою». Під час зустрічей вони говорили про поезію один одного, слухали джаз та досхочу пиячили. У цей час він уперше поза сім'єю тісно спілкувався з особою протилежної статі, але ця історія не мала романтичного розвитку. У 1943 році він склав випускні іспити. Попри те, що багато часу Ларкін присвятив власним літературним заняттям, йому вручили диплом з відзнакою першого класу. 

### Початок кар'єри та стосунки
1943 року Ларкіна призначено бібліотекарем публічної бібліотеки у Веллінгтоні (Шропшир). Саме там на початку 1944 року він познайомився зі своєю першою дівчиною Рут Боумен, спраглою до навчання 16-річною школяркою. 1945 року Рут поїхала навчатись до Королівського коледжу Лондона; під час одного з його візитів їхня дружба переросла в сексуальні стосунки. На червень 1946 року Ларкін уже готувався до вступу в Бібліотечну асоціацію і його призначили помічником бібліотекаря в університетському коледжі в Лестері. Саме відвідування Ларкіна в Лестері та відвідування старшої загальної кімнати університету надихнуло Кінгслі Еміса написати роман «Везунчик Джим» (1954), який прославив Еміса і в чиє тривале виношування Ларкін зробив значний внесок. Через шість тижнів після смерті батька від раку в березні 1948 року, Ларкін зробив пропозицію Рут, і влітку пара провела річну відпустку подорожуючи країною Гарді.
У червні 1950 року Ларкіна призначили помічником бібліотекаря в Королівському університеті Белфаста. Цю посаду він обійняв у вересні. Перед своїм від'їздом він розлучився з Рут. На певному етапі між призначенням на посаду в Королівському університеті та розірванням заручин з Рут дружба Ларкіна з Монікою Джонс, викладачкою англійської мови в Лестері, також переросла в сексуальні стосунки. П'ять років у Белфасті видаються найщасливішими в його житті. Поки його стосунки з Джонс тривали, він також мав "найбільш задовільний еротичний [досвід] свого життя" з Патсі Странґ, яка в той час була у відкритому шлюбі з одним із його колег. Вона навіть хотіла покинути чоловіка, щоб вийти заміж за Ларкіна. Від 1951 року Ларкін та Джонс проводили вихідні в багатьох куточках Британських островів. Перебуваючи в Белфасті, він також близько подружився з Вініфред Арнотт, хоч ця дружба не переросла в сексуальні стосунки. Їй він присвятив "Рядки з фотоальбому молодої леді". Ця дружба закінчилася коли вона вийшла заміж у 1954 році. Саме в цей час він давав Кінгслі Емісу багато порад щодо написання Везунчика Джима. Еміс віддячив тим, що присвятив Ларкіну готову книгу. 

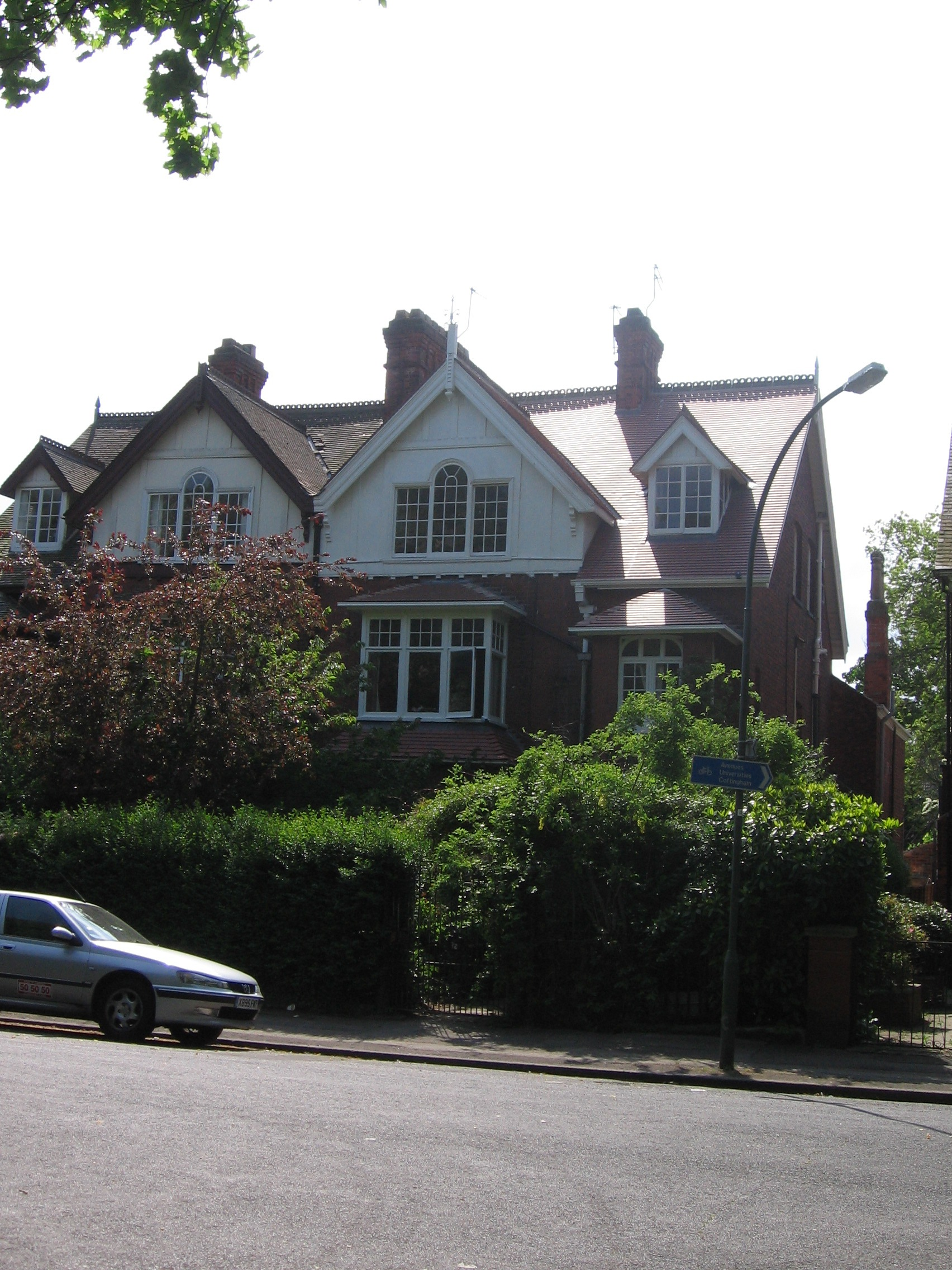
Ця квартира на третьому поверсі з виглядом на парк Пірсон у Галлі була орендованим житлом Ларкіна з 1956 до 1974 року (світлина 2008 року).

1955 року Ларкін став бібліотекарем університету в Університеті Галла, й обіймав цю посаду до самої смерті. Професор Р.Л. Бретт, друг Ларкіна та голова бібліотечного комітету, що призначив його на посаду, писав: "Спочатку мене вразило те, скільки часу він проводить у своїй конторі, приїжджаючи рано та пізно повертаючись додому. Лише згодом я зрозумів, що контора - це ще й робочий кабінет, де окрім роботи бібліотекарем він проводив години за власними письменницькими заняттями. А потім вечорами дуже часто продовжував писати вже вдома». Перший рік проживав у кавалерці. 1956 року 34-річний Ларкін орендував окрему квартиру на горішньому поверсі Pearson Park, 32, триповерхового будинку з червоної цегли з виглядом на парк, де раніше було американське консульство. Видається, що саме про цей оглядовий пункт він згодом писав у поемі Високі вікна. Щодо самого міста Ларкін так прокоментував: "Я ніколи не думав про Галл, поки не оселився тут. Потрапивши сюди, відчув, що місто багато в чому пасує мені. Це ніби на кінці світу, гадаю, що так сказали б навіть місцеві жителі. Мені подобається бути на кінці світу. Ніхто насправді не планує наперед, куди їхати. Ви влаштовуєтесь на роботу і переїжджаєте, розумієте, я жив і в інших місцях". У повоєнні роки університет Галла дуже розбудувався, як і багато інших британських університетів у той час. Коли Ларкін обійняв там посаду, плани щодо створення нової університетської бібліотеки вже були докладно розроблені. Він доклав великих зусиль, щоб лише за кілька місяців ознайомитись з ними до того, як їх подадуть університетському комітетові з грантів; він запропонував низку суттєвих поправок, що стосувалися структури бібліотеки, їх всі ухвалено. Бібліотеку побудували у два етапи, а 1967 року назвали Бібліотекою Брінмора Джонса на честь сера Брінмора Джонса, віцеканцлера університету. 
Один із колег у Галлі схарактеризував Ларкіна як визначну постать у бібліотечній справі післявоєнної Британії. Через десять років після будівництва нової бібліотеки Ларкін комп'ютеризував записи для всього бібліотечного фонду, зробивши її першою в Європі бібліотекою, де було встановлено автоматизовану систему онлайн-обігу GEAC. Зі слів Річарда Гудмана, Ларкін був чудовим адміністратором, членом комітету й посередником. "Він гідно поводився зі своїми підлеглими і мотивував їх". "Це йому вдавалося завдяки поєднанню продуктивності, високих стандартів, гумору та співчуття". Від 1957 року до самої смерті Ларкіна його секретаркою була Бетті Маккерет. Вона забезпечувала весь доступ до Ларкіна з боку колег і більше за інших знала подробиці його усамітненого життя. За 30 років його роботи бібліотечні фонди збільшилися вшестеро, а бюджет зріс від 4500 до 448 500 фунтів стерлінгів, тобто, з урахуванням інфляції, у дванадцять разів. 

### Подальше життя
У лютому 1961 року дружба Ларкіна з колежанкою Мейв Бреннан переросла в романтичні стосунки, хоч вона була ревною католичкою. На початку 1963 року Бренан затягла його на танці для працівників університету, попри його схильність до маленьких товариств. Це, напевне, був поворотний момент у їхніх стосунках, який він увічнив у своїй найдовшій (і незавершеній) поемі «Танець». Приблизно в цей час, теж за її намовлянням, Ларкін навчився керувати автомобілем і придбав свою першу машину - «Сінґер Ґазелл». Тим часом Моніка Джонс, батьки якої померли 1959 року, купила котедж для відпочинку в Гейдон Бридж поблизу Гексема, куди вони з Ларкіном регулярно навідувались . У своєму вірші "Шоу суботи" він описує Беллінгемське шоу 1973 року в долині Північної Тайн.
1964 року, після публікації Весілля на Трійцю, Ларкін став героєм мистецької телепрограми «Monitor», режисером якої був Патрік Гарланд. То була серія інтерв'ю, які в Ларкіна бере поет Джон Бетчеман у різних місцях Галла та за його межами. Завдяки цій програмі сам Ларкін долучився до творення власного публічного образу, хоча радше волів би, щоб читачі самі його додумували. 
1968 року Ларкіну хотіли вручити Орден Британської імперії, але він відмовився. Утім, згодом він погодився стати Кавалером пошани. 
Годі й переоцінити ту роль, яку відіграв Ларкін у створенні нової Бібліотеки Брінмора Джонса в університеті Галла. 1969 року другу та більшу фазу будівництва нарешті завершено, і він зміг направити свою енергію в інше річище. У жовтні 1970 року він розпочав укладати нову антологію «Оксфордська книга англійського вірша ХХ століття» (1973). Виїзна стипендія на два семестри в Коледжі всіх душ дозволила йому користатися з фондів Оксфордської Бодліанської бібліотеки - однієї з бібліотек авторського права. На час перебування в Оксфорді він передав відповідальність за Бібліотеку своїй заступниці Бренді Мун. Ларкін відіграв основну роль у переоцінці поезії Томаса Гарді, яка перед тим була в тіні його романів. Саме поезія Гарді найбільш щедро представлена в "своєрідній" та "суперечливій" антології Ларкіна.  

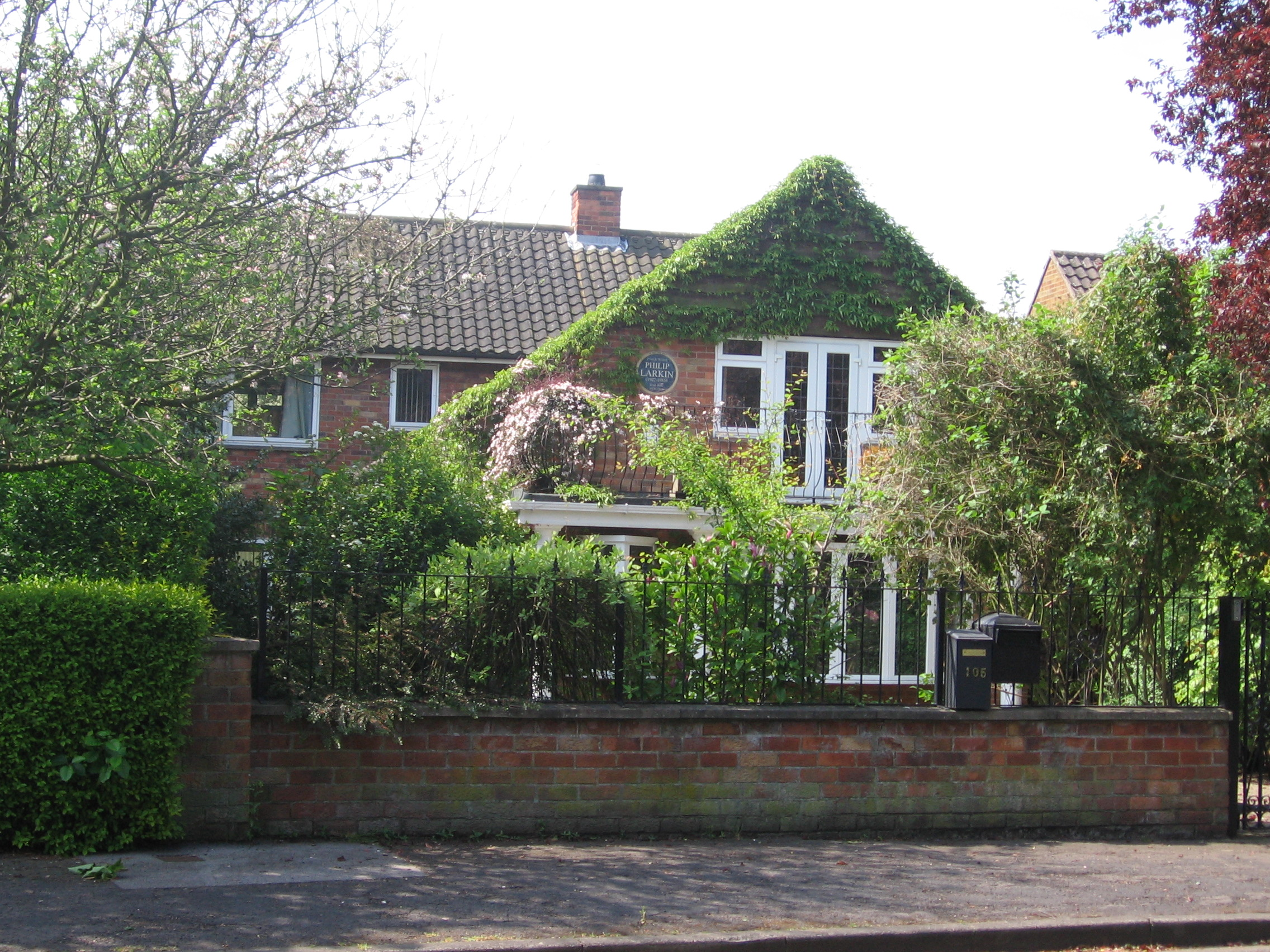
Ньюленд Парк, 105, у Галлі був домівкою Ларкіна з 1974 року до його смерті в 1985 році (світлина 2008 року).

У 1971 році Ларкін відновив зв'язок зі шкільним другом Коліном Ґаннером, який жив колоритним життям. Їхнє подальше листування зажило недоброї слави, бо в цих листах Ларкін висловлював праві погляди й застосовував расистську мову . У 1973 - 1974 роках Ларкін став почесним стипендіатом Коледжу святого Івана в Оксфорді й здобув почесні ступені від університетів Ворика, Сент-Ендрюса і Сассекса. У січні 1974 року Університет Галла повідомив Ларкіну, що вони збираються на свій розсуд розпорядитися будівлею в парку Пірсон, де він жив. Незабаром він купив окремий двоповерховий будинок 1950-х років у Ньюленд-Парку, що його колега з університету Джон Кеніон назвав "цілковитим затоном середнього класу". У  червні Ларкін переїхав до нового помешкання й так його схарактеризував: "Я не можу сказати, що це житло промовисто свідчить про шляхетність людського духу". 
У серпні 1973 року Ларкін розлучився з Мейв Бреннан. Невдовзі разом з Монікою Джонс як офіційною партнеркою він відвідав панахиду за Вістеном Оденом у Крайст Черч (Оксфорд). У березні 1975 року стосунки з Бренан відновились, а через три тижні він розпочав таємну інтрижку з Бетті Макерет, яка 28 років була його секретаркою, написавши для неї поему "Ми познайомилися наприкінці вечірки", що тривалий час залишалась невідомою громадськості. Хоча з погляду логістики було важко підтримувати одночасно троє стосунків, такий стан речей тривав до березня 1978 року. Відтоді він і Джонс були моногамною парою. 
1976 року Ларкін був гостем Роя Пломлі на передачі BBC Диски пустельного острова. Серед музичних композицій, які він вибрав, були "Dallas Blues" Луї Армстронга, Spem in alium Томаса Талліса та Симфонію № 1 ля бемоль мажор Едварда Елгара. Його улюбленим твором був "I'm Down in the Dumps" у виконанні Бессі Сміт.
У грудні 2010 року, в рамках вшанування 25-ї річниці від смерті Ларкіна, BBC транслювала програму під назвою Філіп Ларкін та Третя жінка, де йшлося про його роман з Макерет, а сама вона вперше заговорила про їхні стосунки. Під час передачі прозвучала дотоді невідома поема Ларкіна «Дорогий Джейк». 

### Останні роки й смерть
1982 року Ларкіну виповнилося шістдесят. Найпомітнішою подією з нагоди цієї дати став вихід у видавництві Faber and Faber збірки нарисів під назвою Ларкін у шістдесят за редакцією Ентоні Твейта. Крім того, вийшли в ефір дві телевізійні програми: епізод Шоу Південного берега, представлений Мелвіном Бреґґом, з закадровим голосом Ларкіна, а також півгодинний спецвипуск BBC, автор якого - міністр тіньового кабінету міністрів Рой Хаттерслі. 
1983 року Джонс госпіталізували з оперізувальним герпесом. Ларкін переймався тяжкістю перебігу хвороби, зокрема ускладненням на очі. Здоров'я Джонс погіршилось і вона потребувала постійного медичного догляду: через місяць переїхала до його будинку в Ньюленд-Парк і провела там залишок днів. 

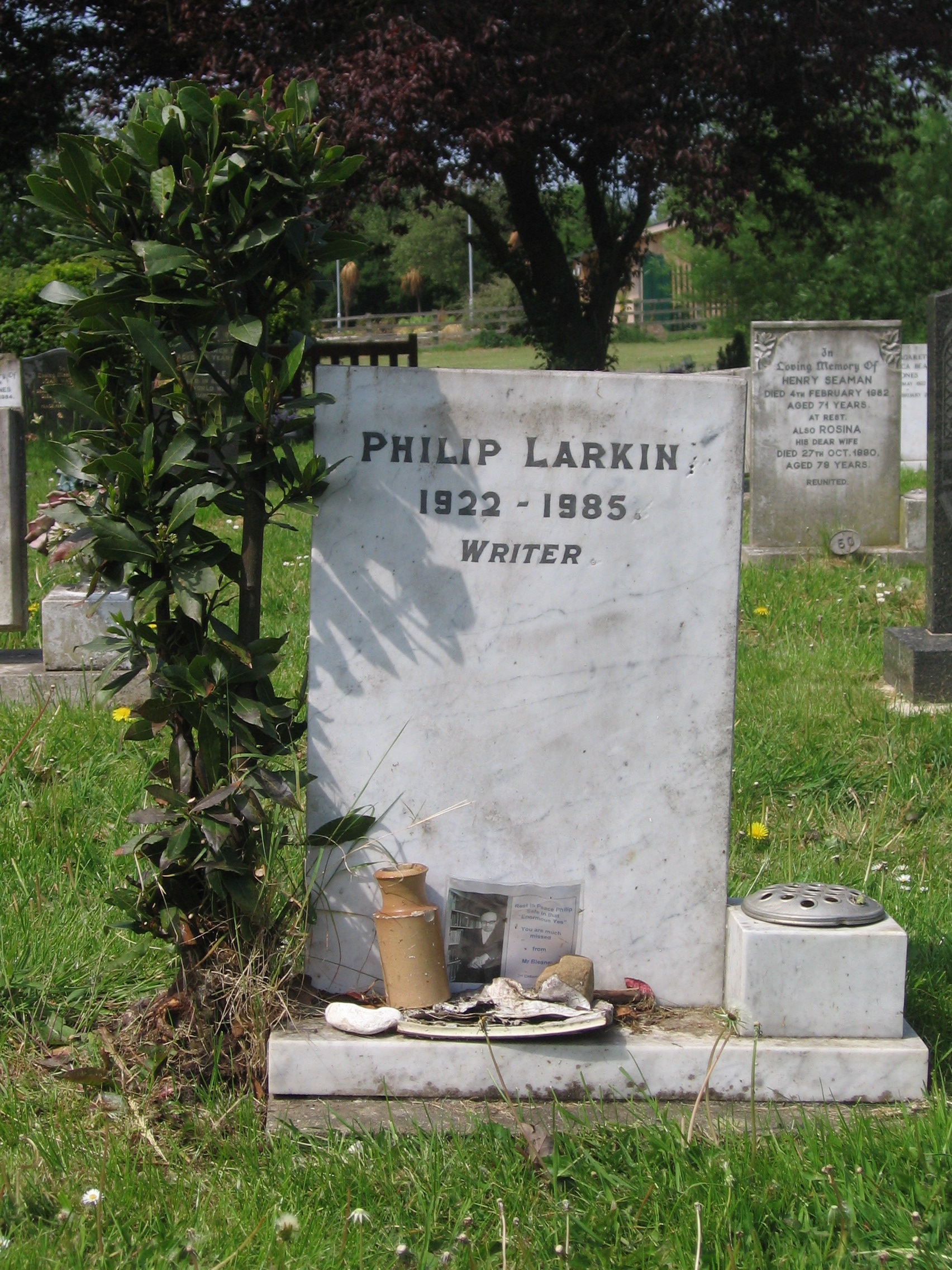
Надгробок на могилі Ларкіна на муніципальному кладовищі Коттінгем (Східний Йоркширський Райдінг) (Східний Йоркширський Райдінг)

На панахиді за Джоном Бетчеманом, який помер у липні 1984 року, Ларкіна запитали, чи прийме він посаду поета-лауреата. Він відмовився хоча б тому, що відчував, що давно перестав писати поезію в справжньому сенсі слова. Наступного року в Ларкіна виявлено рак стравоходу. 11 червня 1985 року йому зробили операцію, але виявили, що пухлина вже надто велика, щоб її можна було видалити хірургічним шляхом. 28 листопада він знепритомнів і знову потрапив до лікарні. 2 грудня 1985 року Ларкін помер у віці 63 роки. Його поховали на муніципальному кладовищі Коттінгема поблизу Галла. Перед смертю Ларкін попросив знищити його щоденники. Прохання виконали Джонс, головна бенефіціарка його заповіту, а також Бетті Маккерет; вона ретельно подрібнила всі аркуші непрочитаних щоденників, а потім спалила їх. Заповіт виявився суперечливим щодо інших особистих документів та неопублікованих творів. Юрист залишив на розсуд літературних виконавців питання, що з ними робити, і вони вирішили не знищувати ці матеріали. Джонс померла 15 лютого 2001 року, залишивши, зі свого боку, мільйон фунтів собору Святого Павла, абатству Гексем та Даремському собору. На честь поета на Авеню (Кінгстон-апон-Галл) встановлено зелену табличку.

## Творчий доробок

### Ранні твори
Починаючи з підліткового віку Ларкін "писав без упину", створюючи і поезію (спочатку за зразком Еліота та У.О. Одена), і художню прозу. Він написав п'ять повноформатних романів, але знищив їх невдовзі по завершенню. Під час навчання в Оксфордському університеті у журналі «The Listener» вперше вийшов друком його вірш «Ультиматум». В цей час для своєї прози він створив псевдонім Брюнетка Коулман. Під цим ім'ям він написав дві новели: «Лихо у Віллоу Ґейблс» та «Осінній семестр у Сент-Брайдс» (2002), а також удавану автобіографію і так само вигаданий маніфест про творчість «Для чого ми пишемо». Річард Бредфорд писав, що ці дивні твори поєднують "три регістри: завбачливу байдужість, хитро переписаний символізм з натяком на Лоуренса, а також прозу, яка, здається, розкриває мимовільне почуття сексуального збудження в автора". 
Після цих творів Ларкін приступив до свого першого опублікованого роману Джилл (1946). Його опублікував Реджиналд Катон, видавець заледве легальної порнографії, якому поважна художня література була прикриттям для основної діяльності. Десь у той час, коли Джилл готувався до друку, Катон запитав Ларкіна, чи він пише ще й вірші. Як наслідок, за три місяці до Джилл з'явилася збірка віршів «Північний корабель» (1945), написана між 1942 і 1944 роками, яка показала дедалі більший вплив Єйтса на автора. Одразу по завершенню Джилл Ларкін приступив до роману «Дівчина взимку» (1947), який завершив 1945 року. Його опублікувало видавництво Faber and Faber. Книга дістала хороші відгуки: The Sunday Times назвала її "написаною вишукано й майже бездоганно". Згодом він зробив принаймні три спроби написати третій роман, але жодна з них не пішла далі перспективного зачину.

### Зріла творчість

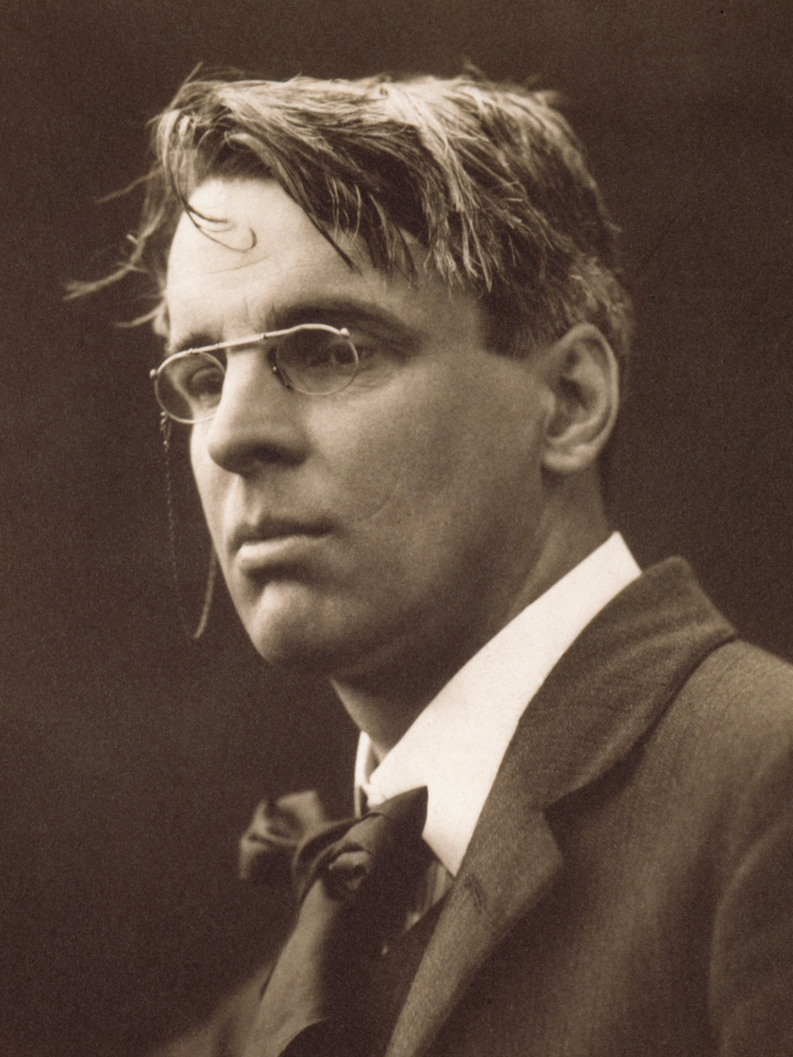
Вільям Батлер Єйтс, чия поезія впливала на Ларкіна в середині 40-х років

Саме за ті п’ять років, що Ларкін провів у Белфасті, він досяг поетичної зрілості. Основну частину наступної опублікованої збірки віршів «Менш обмануті» (1955) він написав там, хоча вісім з двадцяти дев'яти віршів, що ввійшли до неї, він написав ще наприкінці 1940-х років. На цей час припадають останні спроби Ларкіна писати прозу. І тоді ж він дуже допоміг Кінґслі Емісу в роботі над книгою Везунчик Джим, що стала першим опублікованим романом Еміса. У жовтні 1954 року в журналі "The Spectator" вийшла стаття, в якій вперше використано назву "Рух" на позначення панівного напряму в британській повоєнній літературі. Вірші Ларкіна увійшли до Антології PEN 1953 року, що містила також вірші Еміса та Роберта Конквеста, тож Ларкіна вважали учасником цієї групи. 1951 року Ларкін уклав збірку XX віршів, яку він приватно надрукував накладом усього 100 примірників. Чимало віршів із неї з’явились у його наступній опублікованій книжці. 
У листопаді 1955 року (датовано жовтнем) в незалежному видавництві Marvell Press, що в Гезелі поблизу Галла, вийшла з друку книжка Менш обмануті. Спочатку вона привернула мало уваги, але в грудні увійшла до списку Книги року The Times. Відтоді книжка стала популярною і впродовж 1956 - 1957 років розійшлася чималим накладом. Перші п'ять трудових років у Галлі негативно позначилися на продуктивності Ларкіна - в середньому лише два з половиною вірші на рік, але в цей час з'явились деякі з його найвідоміших творів, як-от "Надгробок Арундела", "Весілля на Трійцю", а також "Тут".  
1963 року Faber and Faber перевидало Джилл, додавши довгу передмову Ларкіна, де він докладно розповідає про навчання в Оксфордському університеті та дружбу з Кінґслі Емісом. А наступного року побачила світ збірка «Весілля на Трійцю», що зміцнила його авторитет. Майже одразу по тому його прийняли в члени Королівського літературного товариства. У наступні роки Ларкін написав деякі зі своїх найвідоміших віршів, а в 1970-х - низку довших і стриманіших віршів, як-от «Будівля» та «Старі дурні». Усі ці твори увійшли до останньої збірки Ларкіна «Високі Вікна», що вийшла в червні 1974 року. Через буквальніше використання мови вона не здобула одностайного схвалення. Утім лише за перший рік продано понад двадцять тисяч примірників. Для деяких критиків ця збірка була зниженням планки порівняно з двома попередніми книжками, але вона містить деякі з улюблених читачами творів, наприклад, «Це буде вірш», «Вибух» та «Високі вікна». Вірш "Annus Mirabilis" (Рік чудес), теж із цієї збірки, містить часто цитовану замітку про те, що статеві стосунки розпочалися 1963 року, що, за словами оповідача, "досить пізно для мене". Бредфорд, на підставі коментарів у мемуарах Мейв Бренан, припускає, що у вірші йдеться про перехід стосунків Ларкіна з Бренан від романтичних до сексуальних. 
Того ж 1974 року Ларкін розпочав роботу над своєю останньою значною опублікованою поемою «Aubade». Завершена 1977 року, вона вийшла друком у Times Literary Supplement за 23 грудня. Після "Aubade" єдиним віршем Ларкіна, що привернув пильну увагу критиків, став "Знову кохання". Цей посмертно опублікований твір має глибоко особистий зміст.

### Поетичний стиль
Поезію Ларкіна характеризували як поєднання "звичайного, розмовного стилю", "ясності", "тихого, роздумливого тону", "іронічного знецінення" та "прямого" залучення до "повсякденних переживань", а Джин Гартлі узагальнила його стиль як "пікантну суміш ліризму та невдоволення". 
Поезія Ларкіна спочатку була під впливом Еліота, Одена та Єтса, а розвиток його зрілої поетичної ідентичності на початку 50-х років збігся з дедалі більшим впливом на нього Томаса Гарді. "Зрілий" поетичний стиль Ларкіна, перші ознаки якого були помітні в "Менш обманутих", - це "відсторонений, іноді скорботний, іноді ніжний спостерігач", який, за словами Гартлі, дивиться на "звичайних людей, які роблять звичайні речі". Він зневажливо ставився до віршів, що ґрунтувалися на "спільних класичних та літературних алюзіях, які він називав міфо-котиком, його ж вірші ніколи не переобтяжені ускладненими образами". Зріле поетичне "я" Ларкіна вирізняється "простотою та скептицизмом". Крім того, для його зрілої творчості характерні раптові вступи та "високоструктуровані, але гнучкі віршові форми". 

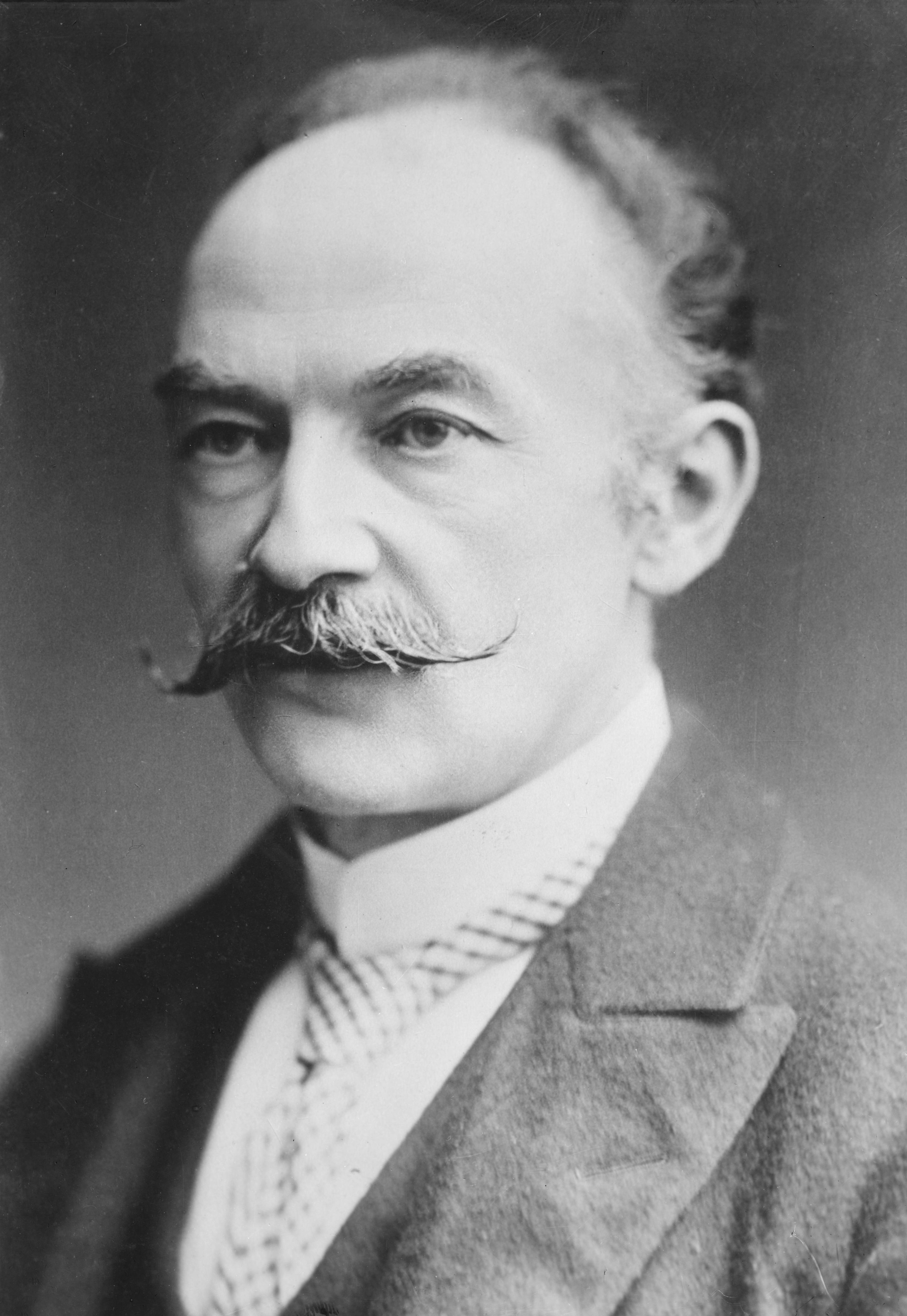
Саме під впливом поезії Томаса Гарді Ларкін виробив свій зрілий стиль.

Теренс Гоукс твердив, що хоча більшість віршів у збірці "Північний корабель" мають "метафоричний характер, яким значною мірою зобов'язані символістській ліриці Єйтса", подальший розвиток зрілого стилю Ларкіна "це не... рух від Єйтса до Гарді, а скоріше огортання єйтсівського моменту (метафори) в гардівську структуру". На думку Гоукса, "поезія Ларкіна... обертається навколо двох втрат": "втрати модернізму", що проявляється як "прагнення знайти момент прозріння", та "втратою Англії, точніше втратою Британської імперії, яка вимагає, щоб Англія визначила себе своїми власними термінами, коли раніше вона могла визначити "англійськість" у протиставленні з чимось іншим".
1972 року Ларкін написав часто цитований вірш "Going, Going", де дивиться на Англію з позицій романтичного фаталізму, притаманного його пізній творчості. У ньому він пророкує повне знищення сільської місцевості й висловлює ідеалізоване почуття національної єдності та ідентичності: "І це буде кінець Англії... вона житиме лише в галереях; а все, що залишиться нам, це бетон та шини". Поема закінчується прямолінійним твердженням: "Я просто гадаю, що це станеться, незабаром". 
Стиль Ларкіна тісно пов'язаний з темами та сюжетами, до яких він часто звертається, як-от смертю та фаталізмом, як у його останньому великому вірші "Aubade". Поет Ендрю Моушн відзначає, що в віршах Ларкіна: "їх лють чи зневага завжди приборкується... енергією їх мови та компенсаціями їх артикульованого формального контролю", і протиставляє два аспекти його поетичного "я": з одного боку, захоплення "символістськими моментами" та "вільно уявними наративами", а з іншого боку - "безжалісну фактичність" та "необробленість мови". Моушн визначає це протиставлення як "боротьбу протилежностей, що збагачує життя", і робить висновок, що його поезія типово "амбівалентна": "У його трьох зрілих збірках вироблено ставлення та стилі... образно сміливі: у тривалих намаганнях подолати відчай засвідчено широкі симпатії, вміщено уривки часто трансцендентної краси та продемонстровано поетичну інклюзивність, що справила надзвичайний вплив на його літературних наступників".

### Проза
Ларкін був критиком модернізму в сучасному мистецтві та літературі. Його скептицизм проявляється найбільш виразно і в нюансах у збірці його оглядів книжок і есеїв «Required Writing», а найбільш запально та полемічно - у передмові до збірки його оглядів джазової музики «All What Jazz», до якої увійшли 126 рецензій на платівки, написаних для Дейлі телеграф від 1961 до 1971 року. У цій книжці міститься критика модерного джазу, яка переростає в загальну критику модернізму в мистецтві. Ларкін (не те, щоб неохоче) зарекомендував себе ворогом модернізму, утім, згідно з нещодавніми оцінками критиків, його творчості притаманні певні модерністські риси. 

## Спадщина

### Історія сприйняття
Коли "Північний корабель" вперше вийшов друком 1945 року, він отримав лише один огляд у Coventry Evening Telegraph, де було зроблено висновок: "Містер Ларкін має внутрішнє бачення, якого потрібно дошукуватися. Його малозрозумілі образи укладені у фрази, які компенсують свою нечіткість чимось на зразок натяку на красу. Читачів пана Ларкіна наразі, мабуть, дуже небагато. Можливо, його творчість знайде ширшу аудиторію, коли його геній стане більш зрілим?" Утім, через кілька років поет і критик Чарлз Медж натрапив на цю книжку і написав Ларкіну хвалебного листа. Коли збірку перевидали 1966 року, її представили як юнацький твір, а відгуки були поблажливі та шанобливі. Найвідвертішу похвалу написала Елізабет Дженнінґс у The Spectator: «мало хто поставить під сумнів, що Північний корабель становить справжню цінність і що важливо його перевидати нині. Приємно знати, що Ларкін вмів так добре писати в такому молодому віці».
Першими книжку Менш обмануті помітили у The Times, і внесли її до свого Списку книг 1955 року. На цій хвилі з'явилося багато інших рецензій, "більшість із них зосередилися... на емоційному впливі книжки та її витонченій, дотепній мові". The Spectator вважав, що збірка "претендує на звання найкращого видання в країні з часів війни". Джордж Сазерленд Фрейзер, посилаючись на те, що Ларкіна сприймають як учасника Руху, вважав, що той перейняв "все найкраще в цій новій течії і жодних її недоліків". Times Literary Supplement назвав його "поетом надзвичайної ваги", а в червні 1956 року Times Educational Supplement співав йому дифірамби: "Рідний, як вітстаблська устриця, гостріший у вираженні сучасної думки та досвіду за все, що написано в наш час, такий же безпосередній у своїй привабливості, як лірична поезія давнини, для нащадків він, можливо, стане поетичним монументом, що ознаменує собою тріумф над безформними містифікаціями останніх двадцяти років. З Ларкіним поезія повертається до середнього читацького загалу". Рецензуючи книгу в Америці, поет Роберт Лоуелл писав: "Жодна повоєнна поезія так не вловила момент, і не вловила його без намагання впіймати одноденку. Це неспішне, намацальне бубоніння, виразно досвідчене, виразно досконале у своїх художніх методах». 
Згодом з'явилася і протилежна реакція: Девід Райт написав у журналі Encounter, що «Менш обмануті» хибують на «скутість від небажання йти на ризиковані творчі експерименти». У квітні 1957 року Чарлз Томлінсон написав статтю під назвою "The Middlebrow Muse" для журналу Essays in Criticism, в якій нападає на представників Руху за їх "посередній чи низький інтелектуальний рівень", "обивательську ментальність" та "провінціалізм"-Ларкін мав «лагідно виплекане почуття поразки». 1962 року Ел Альварес, укладач антології «Нова поезія», звинуватив Ларкіна у «дрібнобуржуазності, нео-георгіанському пасторалізмі та нездатності впоратися з насильницькими крайнощами сучасного життя».

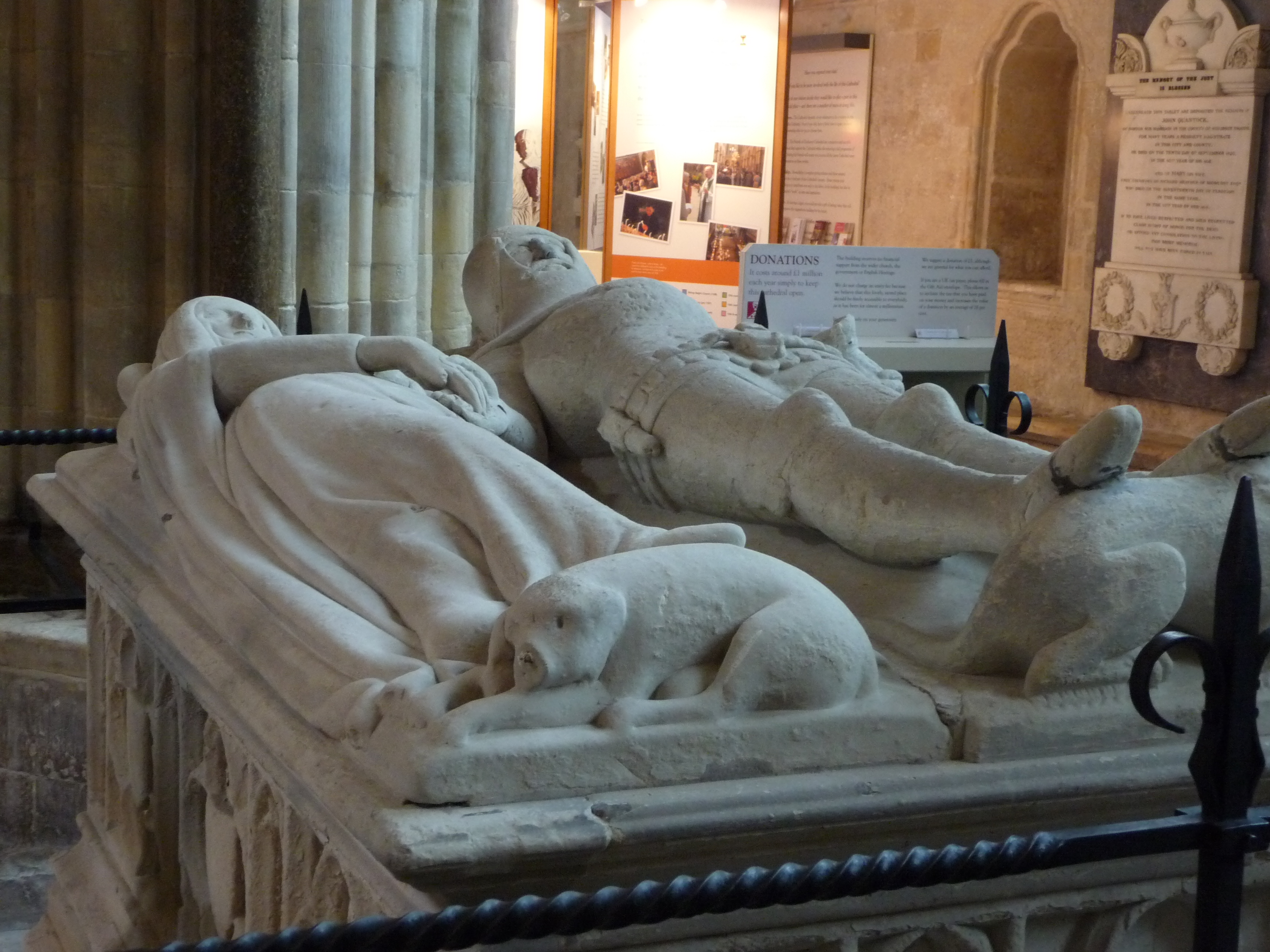
Цей надгробок Річард Фіцалан, 10-й граф Арундел та його дружини Елеонори Ланкастерської надихнув Ларкіна на створення вірша "Надгробок Арундела"

Коли вийшла збірка Весілля на Трійцю, Альварес продовжив критикувати Ларкіна, написавши огляд в газеті The Observer, в якому нарікав на "нудну обачність" авторської "банальної" фабули. Похвала переважила критику: Джон Бетчеман вважав, що Ларкін "наблизив поезію до пересічного читача, відстань між якими збільшилася внаслідок експериментів та неясності останніх п'ятдесяти років". У «The New York Review of Books» Крістофер Рікс написав про «витонченість самосвідомості, зазвичай бездоганно реалізовану», та про заклик Ларкіна до «світу усіх нас, місця, де, врешті-решт, ми знайдемо або не знайдемо своє щастя». Він вважав Ларкіна "найкращим поетом, якого Англія нині має". 
У своїй біографії Ларкіна, Річард Бредфорд пише, що рецензії на «Високі вікна» свідчать про «щире захоплення», але зазначає, що їхні автори зазвичай мали проблеми з описом «індивідуального генія за роботою» у таких віршах, як «Annus Mirabilis», «Вибух» та «Будівля», а також проблеми з поясненням, чому всі вони "так сильно відрізняються" один від одного. Роберт Най у "The Times" подолав цю проблему, "розглядаючи ці відмінності як недієві маски для послідовно злобної присутності". 
Збірка Ларкін у шістдесят містить нариси, що їх написали друзі та колеги, як-от Кінґслі Еміс, Ноель Г'юз і Чарльз Монтейт, а також поетичні посвяти пера Джона Бетчемана, Пітера Портера та Ґевіна Еварта. Окрім того, в ній творчість Ларкіна проаналізували критики та колеги-поети: Ендрю Моушн, Крістофер Рікс і Шеймас Гіні розглядали вірші, Алан Браунджон писав про романи, а Доналд Мітчелл і Клайв Джеймс дослідили його критику джазової музики.

### Оцінка критиків
1980 року Ніл Пауелл писав: "Мабуть, справедливо сказати, що Філіп Ларкін менш високо оцінений в академічних колах, ніж Том Ґанн чи Доналд Деві". Проте від початку цього століття ставлення до Ларкіна поліпшилося. "Філіп Ларкін - чудовий приклад простого стилю в наш час", - пише Тіяна Стойкович. Роберт Шеппард твердить: "За загальною згодою творчість Філіпа Ларкіна вважають взірцевою". "Ларкін - це найвідоміший і, мабуть, найкращий поет Руху", - констатує Кіт Тума, а його поезія "різноманітніша, ніж можна подумати, якщо сприймати її лише за репутацією похмуро песимістичної та за анекдотами про розчарований середній клас".
Книжки Філіп Ларкін: Письменник-підривник Стівена Купера та "Larkin, Ideology and Critical Violence" Джона Осборна наводять на думку про зміну настрою в студіях Ларкіна. Другий з них нападає на видатних критиків, як-от Джеймса Бута та Ентоні Твейта за їхню готовність бачити у віршах тільки біографічний підтекст, а натомість наголошує на генієві універсальності та деконструкціонізму Ларкіна. Купер твердить, що «взаємодія знаків і мотивів у ранніх творах оркеструє підрив традиційних поглядів на клас, гендер, авторитет та статеві зносини». Купер називає Ларкіна прогресивним письменником і примічає в його листах "заклик до створення альтернативних конструктів маскулінності, фемінності та соціально-політичної організації". Купер звертається до всього канону творів Ларкіна, а також до неопублікованої кореспонденції, щоб заперечити образ Ларкіна як просто расиста і мізогіністського реакціонера. Натомість він вбачає в Ларкіні те, що називає "підривною уявою". Особливо він виокремлює "протест Ларкіна проти лицемірства традиційної сексуальної політики, що рівною мірою заважає життю обох статей". 
У тому ж дусі, що й Купер, Стівен Реган зазначає у нарисі "Філіп Ларкін: пізньомодерний поет", що Ларкін часто застосовує методи, що асоціюються з експериментальними практиками модернізму, як-от "мовне дивацтво, самосвідому літературність, радикальне самозапитування, раптові зміни голосу та регістру, складні кути зору перспективи та символістську насиченість". 
Ще одне свідчення про зміну напряму у критичній оцінці Ларкіна - твердження Суніті Кумара Чаттерджі, що "Ларкін - це не просто ім'я, а інституція, сучасний національний культурний пам'ятник Великої Британії". 
Погляд Чаттерджі на Ларкіна ґрунтується на докладному аналізі його поетичного стилю. Він простежує як, починаючи з ранніх творів до пізніших стиль Ларкіна змінюється від "словесного багатства, через визнання придатності мови до самоіронії та самозаперечення, до тієї області мови, де прийняті за домовленістю концептуальні несумісності - а саме традиційні бінарні опозиції між абсолютним та відносним, між абстрактним та конкретним, між падінням та піднесенням, між одиничним та множинним - вважаються останнім каменем спотикання для митця, який прагне піднятися над безвихіддю приземленості». Це суперечить давнішому погляду, мовляв стиль Ларкіна ледь змінився протягом його поетичної кар'єри. Чаттерджі вбачає типовий приклад цієї думки в коментарі Бернарда Бергонзі, що "поезія Ларкіна не... розвивалася між 1955 і 1974 роками". Чаттерджі ж уважає, що поезія Ларкіна чутливо реагує на зміну "економічних, суспільно-політичних, літературних та культурних факторів". 

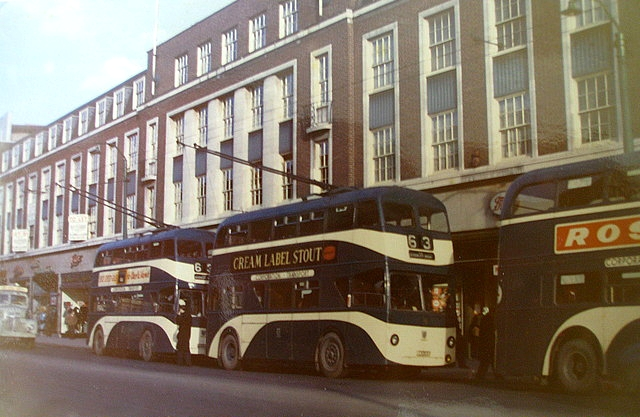
Суніті Кумар Чаттерджі говорить про чутливість Ларкіна до зміни економічних, соціально-політичних та культурних факторів. У вірші "Тут" Ларкін пише про "мешканців сирих садиб, [що] підкорили/ Мертві прямі милі, вкравши плосколиці Тролейбуси в Кінгстон-апон-Галл".

Четтерджі твердить, що "саме поразницька ширма поезії Ларкіна ховає від нас позитивну частину його погляду на життя". За словами Чаттерджі, цей позитив найбільш видимий у пізніх творах Ларкіна. Впродовж його поетичної кар'єри "Найпомітніша світоглядна еволюція лежить у частині, що стосується його погляду на життя, який від майже безнадійно похмурого та песимістичного в "Північному кораблі" з плином часу стає дедалі більш позитивним". 
Не всі дотримуються думки, що Ларкін ані нігіліст ані песиміст, а радше виявляє оптимізм у своїх творах, однак дослідження Чаттерджі свідчить про те, якою мірою долаються старі стереотипи щодо Ларкіна. До цих стереотипів належить оцінкове судження Браяна Епплярда (як його цитує Мейв Бренан), що серед письменників, які "стали в позу крайнього песимізму та відрази до світу... ніхто не робив цього з таким завзятим зосередженням на дрібницях і тривіальностях, як Ларкін". Останнім часом, критичний підхід до Ларкіна полягає в тому, що для його поезії та творчості в цілому характерний складніший набір цінностей. 
Дебати про Ларкіна підсумовує Меттью Джонсон, який зауважує, що більшість з тих, хто оцінює Ларкіна "насправді обговорюють не самого автора, а намагаються інтерпретувати закодовану та неявну дискусію про гадані цінності "англійськості", які він нібито представляє". Зміна ставлення до англійськості виражається в зміні ставлення до Ларкіна, а стійкіша інтелектуальна цікавість до англійського національного характеру, як це втілено, наприклад, у працях Пітера Мандлера, визначає одну з ключових причин того, чому до Ларкіна існує підвищений науковий інтерес. 
Роберт Крофорд дотримується підсумковий погляду, схожого на погляди Джонсона та Реґана. Він твердить, що "У багатьох сенсах творчість Ларкіна залежить від модернізму і розвивається з нього". Крім того, він "доводить, яке підступне слово "англійський". 
Попри ці нещодавні зміни в поглядах, модерністські критики та поети рішуче відкидають Ларкіна та його коло. Наприклад, поет Ендрю Данкан, пишучи про "Рух" на своєму веб-сайті pinko.org, вважає, що "нині, здається, утворився дуже широкий консенсус, що це було щось погане, і що вірші представників Руху нудні, поверхові, манірні, моралістичні, емоційно мертві тощо. Основні їхні наступники зберігають більшість цих рис. Книга Вольфґанґа Гортшахера про "Little Magazine Profiles"... свідчить про те... що в 50-х роках була велика нестача журналів - збіднення відкриттів, що корелює з закостенілою поезією та з гегемонією кількох людей, сповнених рішучості не допустити незгодних." Пітер Райлі, один з учасників британського поетичного відродження, яке було реакцією проти поетів Руху, також критикував Ларкіна за його некритичну та ідеологічно вузьку позицію: "Чим, зрештою, були Ларкін та Рух, як не запереченням нестримної етики поезії починаючи з 1795 року, на користь "Ось яке насправді життя", як ніби хто на секунду подумав про те, щоб представити спостережуване "життя". Вільям Сідні Ґрем та Ділан Томас прекрасно знали, яким було "життя", якщо ви вже так ставите питання, тому вони пішли в іншому напрямку".

### Посмертна репутація
Посмертна репутація Ларкіна сильно постраждала, коли 1992 року Ентоні Твейт видав його листи, а наступного року вийшов офіційний життєпис Філіп Ларкін: Життя письменника Ендрю Моушна. Ці матеріали розкрили його нав'язливу залежність від порнографії, його расизм, його дедалі більше захоплення правою політикою та його звичні висловлювання, сповнені гніву та жовчі. 1990 року, ще до виходу цих двох книг, Том Полін писав, що "непристойність Ларкіна зумовлена забобонами, що аж ніяк не є такими пересічними, заяложеними чи прийнятними як поетична мова, якою вони так чітко висловлені". Вищезгадані листи та життєпис авторства Моушна спричинили подальші оцінки в такому ж ключі, на кшталт коментаря Лізи Джардін в The Guardian, що "британськість поезії Ларкіна несе багаж ставлень, що їх Вибрані листи тепер оприявнюють". З іншого боку, романіст Мартін Аміс у «Війні проти кліше» відкидає ці розкриття на тій підставі, що принаймні листи не показують нічого іншого, окрім як прагнення Ларкіна пристосовувати свої слова до адресата. Такі самі аргументи наводить Річард Бредфорд у своїй біографії Ларкіна 2005 року. Коментуючи "Листи до Моніки" (2010), Грейм Річардсон зазначає, що ця збірка "певною мірою очистила заплямований образ Ларкіна... показав(ши) його не як цілковито злісного ледь-не-ґвалтівника, якого всі вважали за нормальне ганити в 90-х роках". 
Попри суперечливість особистого життя та поглядів Ларкіна, він залишається одним з найпопулярніших поетів Великої Британії. 2003 року, майже через два десятиліття після смерті Ларкіна, Товариство поетичної книги провело опитування, під час якого його обрали "найулюбленішим поетом країни". 2008 року газета The Times назвала Ларкіна найвидатнішим письменником повоєнної Британії. За підсумками голосування глядачів передачі BBC Bookworm 1995 року, три його вірші - «Це буде вірш», «Весілля на Трійцю» і «Надгробок Арундела» - увійшли до списку 100 найкращих віршів країни.

### Аудіо і відеозаписи
1959 року "Marvell Press" опублікував платівку "Listen presents Philip Larkin reading The Less Deceived" (Listen LPV1), на якій Ларкін декламує всі вірші зі збірки "Менш обмануті" в тому порядку, що й у книжці. 1965 року вийшла наступна платівка Philip Larkin reads and comments on The Whitsun Weddings (Listen LPV6), знову ж таки на звукозаписувальному лейблі Marvell Press (хоча сама книжка вийшла у видавництві Faber and Faber). На цій платівці також вірші зачитано в тому ж порядку, що й у книжці, але зі вступними зауваженнями Ларкіна до багатьох віршів. Ще одна платівка, де Ларкін читає вірші зі своєї останньої збірки  "Високі вікна", вийшла 1975 року під назвою British poets of our time. Philip Larkin; High Windows: poems read by the author (під редакцією Пітера Орра) на звукозаписувальному лейблі Argo (Argo PLP 1202) . Послідовність віршів знову ж така сама, як у книжці. 
Вірші Ларкіна також увійшли до кількох аудіопоетичних антологій. The Jupiter Anthology of 20th Century English Poetry – Part III (JUR 00A8) вийшла 1963 року. До неї потрапили вірші "Надгробок Арундела" та "Містер Бліні". Цей самий запис вийшов 1967 року в США на лейблі Folkways під назвою «Антологія англійської поезії XX століття - частина III» (FL9870)). Платівка №8 серії The Poet Speaks (Argo PLP 1088), що вийшла 1967 року, містить вірші «Хоче», «Coming», «Нічого сказати», «Дні» та «Докері і син». 1974 року Йоркширська асоціація мистецтв видала платівку On Record (YA3), що містить "Тут", "Дні", "Наступний, будь ласка", "Весільний вітер", "Весілля на Трійцю", "XXX", "XIII" (останні два вірші - зі збірки "Північний корабель"). 1984 року видавництво Faber and Faber випустило збірку Даґлас Данн і Філіп Ларкін  (касета A Faber Poetry), де Ларкін читає 13 віршів, зокрема вперше у вигляді аудіозапису вірш "Aubade". 
Попри те, що Ларкін записав на аудіо (в студійних умовах) всі три свої зрілі збірки, а також начитав по кілька віршів для низки аудіоантологій, його чомусь вважали поетом, що неохоче брав участь у записі власних творів. Хоча Ларкін висловлював незадоволення звучанням власного голосу ("Ви ж бо знаєте, що я родом з Ковентрі, між лестерською неакуратністю і бірмінгемським вищанням, і іноді це проскакує"), зі свідчень зрозуміло, що це більше вплинуло на його небажання публічно читати власні твори, ніж на неготовність брати участь у їх записі. 
1980 року Поетичний аудіо центр у Вашингтоні запросив Ларкіна записати вірші зі всього його поетичного доробку для публікації на касеті фонду Watershed. Звукорежисер Джон Вікс, колега з Університету Галла, зробив цей запис у лютому 1980 року (за власний кошт Ларкіна). Попри те, що переговори між Ларкіном, його видавцями та Фондом Watershed зазнали невдачі, 1981 року сам Ларкін продав запис (де він читає 26 віршів, вибраних із чотирьох його канонічних збірок поезії) Поетичній кімнаті Гарвардського університету. 2004 року копію цього запису знайшли в містечку Горнсі в гаражній студії інженера, який його і робив. Згодом копію запису, що належала самому Ларкіну, знайшли в архіві Ларкіна в університеті Галла. 2006 року новина про "нещодавно виявлений" запис потрапила на перші шпальти газет, а уривки з нього транслювали в сюжеті Sky News. У березні 2008 року в ефір BBC Radio 4 вийшла програма "Ларкінські стрічки", де детальніше йшлося про це відкриття. У січні 2009 року Faber and Faber випустили ці записи на компакт-диску під назвою The Sunday Sessions. 
Попри те, що існує багато аудіозаписів, де Ларкін читає власні твори, він дуже рідко з'являвся на телебаченні. Єдина програма, в якій він погодився знятися - це Down Cemetery Road (1964) з серії BBC Monitor, де Ларкіна інтерв'ював Джон Бетчеман. Фільмування відбувалося в Галлі та навколо нього (деякі кадри знімали в Північному Лінкольнширі). У цій програмі Ларкін постає в своєму природному середовищі: своїй квартирі в Пірсон-парку, бібліотеці Брінмора Джонса, а також відвідуючи церкви та кладовища. Її транслювали на BBC Four. 1981 року Ларкін разом з іншими поетами влаштували сюрприз Джонові Бетчеману, коли на його 75-річчя завітали до нього в гості з привітаннями та подарунками. Цю сцену зняв Джонатан Стедалл, а згодом вона з'явилася в третьому епізоді його серіалу Time With Betjeman 1983 року для BBC2. 1982 року, в рамках святкування його 60-річчя, Ларкін став темою The South Bank Show. Хоча він і відмовився від запрошення прийти на програму, однак спеціально для неї записав (на аудіокасету) «багато віршів». У вступі до програми Мелвін Бреґґ прокоментував, що поет дуже допоміг її авторам. Її показали в етері 30 травня, а гостями стали Кінгслі Еміс, Ендрю Моушн та Алан Беннетт. Через кілька років Беннетт також з'явився в програмі «Poetry in Motion», яку 1990 року показав Channel 4, де він прочитав кілька віршів Ларкіна.

### Художня література на основі життя Ларкіна
1999 року Олівер Форд Девіс зіграв головну роль у виставі Бена Брауна Ларкін із жінками в театрі Стівена Джозефа в Скарборо, а потім знову виконав її 2006 року в лондонському театрі Orange Tree. П'єсу надрукував постійний видавець Ларкіна Faber and Faber. Дія відбувається через три десятиліття після приїзду Ларкіна до Галла. У ній описано тривалі стосунки поета з Монікою Джонс, Мейв Бреннан та Бетті Маккерет. Автором ще однієї вистави про життя Ларкіна і виконавцем головної ролі в ній став сер Том Куртене. Її передпрем'єрний показ відбувся в суботу ввечері 29 червня 2002 року в Мідлтон-Голлі університету Галла. Куртене виконав свою виставу одного актора «Прикидаючись мною» в рамках Другої Галльської Міжнародної конференції про творчість Філіпа Ларкіна. У листопаді того ж року Куртене вперше поставив цю п'єсу в Західнойоркширському театрі, а згодом переніс постановку до Театру комедії в лондонському Вест-Енді . Основою для цієї п'єси стали листи, інтерв'ю, щоденники та вірші Ларкіна; її аудіозапис вийшов 2005 року. У червні 2010 року, знову в Університеті Галла, Куртене виконав оновлену версію п'єси «Прикидаючись мною» під назвою Larkin Revisited на підтримку спорудження пам'ятника Ларкіну в рамках фестивалю Ларкін 25. 
У липні 2003 року на BBC Two було показано п'єсу Love Again (це ще й заголовок одного з найболючіших особистих віршів Ларкіна), присвячену останнім тридцяти рокам життя Ларкіна (хоча її й не знімали поблизу Галла). Головну роль зіграв Г'ю Бонневіль. Того ж року на Channel 4 вийшов документальний фільм «Філіп Ларкін, кохання і смерть у Галлі». 
У квітні 2008 року радіостанція BBC Radio 4 транслювала п'єсу Кріса Гарралда Курйозний день містера Ларкіна, де розповідається про те, як 1957 року його розіграв колега-поет Роберт Конквест. 

### Товариство Філіпа Ларкіна
Товариство Філіпа Ларкіна - благодійна організація, присвячена збереженню пам’яті та творчості Філіпа Ларкіна. Його створено 1995 року на десяту річницю смерті поета, а 2000 року воно одержало статус благодійного у Великій Британії. Ентоні Твейт, один з розпорядників літературного спадку Ларкіна, став першим президентом товариства. Нинішня голова Товариства - Розі Міллард. 
Щоб вшанувати пам'ять Ларкіна та його літературних сучасників, Товариство проводить різноманітні заходи, як-от лекції, піші прогулянки та події. Щоб вшанувати 25-ту річницю смерті Ларкіна, воно провело артфестиваль Ларкін 25, що тривав з червня по грудень 2010 року, а також 2016 року взяло участь у вшануванні Ларкіна в Кутку поетів Вестмінстерського абатства.

## Вшанування пам'яті
На честь Ларкіна в Кінгстон-апон-Галлі, де він працював і писав значну частину своїх віршів, є такі меморіали: Будинок Ларкіна в Університеті Галла, де розміщені навчальні приміщення та аудиторії, а також Центр поезії та творчого письма імені Філіпа Ларкіна, де на постійній основі відбуваються літературні заходи. 
У травні 2022 року в Школі короля Генрі VIII, де в дитинстві навчався Ларкін, відкрили пам'ятну "Кімнату Філіпа Ларкіна" поруч з основною актовою залою школи, яку ще називають Берджесс Голл.
2010 року місто вшанувало 25-ту річницю смерті Ларкіна фестивалем "Ларкін 25". Було замовлено відеоролик на вірш Ларкіна "Тут" - його гімн Галлу та Східному Йоркширському Райдингу. 17 липня 2010 року на честь Ларкінового вірша "Жаби" в місті було встановлено сорок прикрашених скульптур жаб під спільною назвою "Ларкін із жабами". 2 грудня 2010 року, на завершення фестивалю Ларкін 25, на станції Транспортний вузол Парагон Галла було відкрито більшу ніж у натуральну величину бронзову статую Ларкіна роботи скульптора Мартіна Дженнінґса. На ній викарбувано рядок з вірша Весілля на Трійцю: «That Whitsun I was late getting away». 2011 року біля постаменту встановлено п'ять табличок із віршами Ларкіна. У грудні 2012 року біля стовпа, що поруч зі статуєю, встановлено меморіальну лавку. 
У червні 2015 оголошено, що на честь Ларкіна встановлять пам'ятну кам'яну плиту на підлозі Кутка поетів у Вестмінстерському абатстві. Її відкрито 2 грудня 2016 року, на 31-шу річницю його смерті. На церемонії відкриття актор Том Куртене і митець Ґрейсон Перрі прочитали уривки з творів Ларкіна, а поет і прозаїк Блейк Моррісон виголосив промову. На плиті викарбувано два рядки з вірша "Надгробок Арундела": 
Our almost-instinct almost true:
What will survive of us is love.

З 5 липня по 1 жовтня 2017 року в рамках урочистостей з нагоди Галл, місто британської культури 2017 в бібліотеці Брінмора Джонса при Університеті Галла відбулася виставка під назвою "Ларкін: новий погляд щороку". На виставці були представлені предмети з життя Ларкіна, а також зібрання книг з його останнього дому в Ньюленд-Парку в тому самому порядку, як він їх розставив на полиці. Також 2017 року в районі Берджесс у Ковентрі паб The Tudor Rose перейменували на The Philip Larkin. 

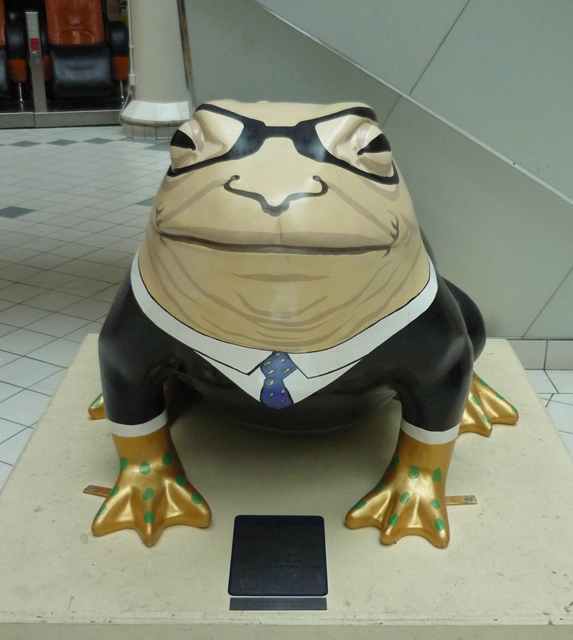
Скульптура Ларкіна у вигляді жаби, виставлена під час фестивалю Ларкін 25[en] 2010 року в Кінгстон-апон-Галлі
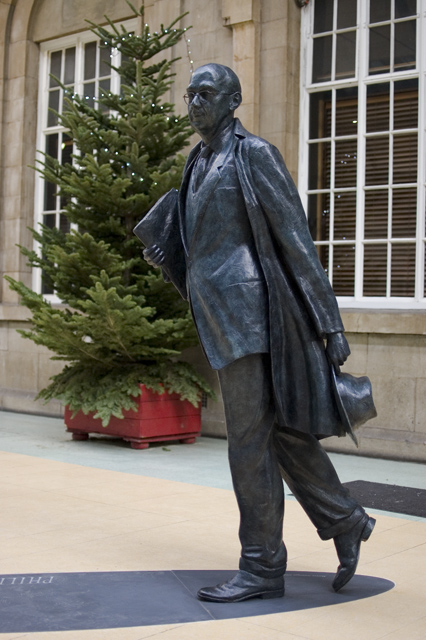
Бронзова статуя Ларкіна роботи скульптора Мартіна Дженнінґса[en] на станції Транспортний вузол Парагон Галла[en]
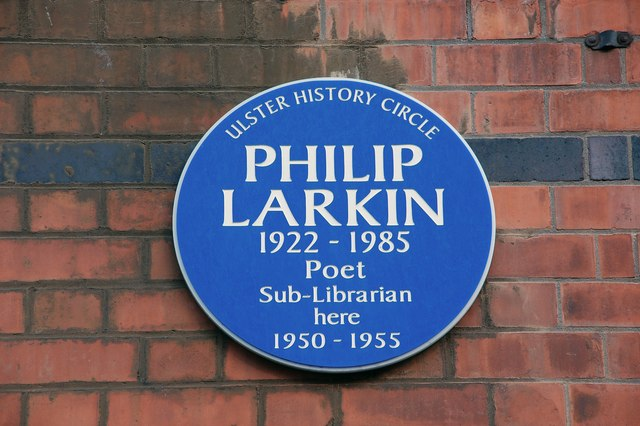
Синя табличка в Королівському університеті в Белфасті

## Список робіт

### Поезія
- [[Північний корабель|The North Ship]][[:en:The North Ship|[en]]]. The Fortune Press. 1973. ISBN 978-0-571-10503-8. {{cite book}}: Назва URL містить вбудоване вікіпосилання (довідка)
- XX Poems. Privately Printed.
- The Less Deceived[en]. The Marvell Press. ISBN 978-0-900533-06-8.
  - "Church Going"
  - "Toads"
  - "Maiden Name"
  - "Born Yesterday" (written for the birth of Sally Amis)
  - "Lines on a Young Lady's Autograph Album"
- The Whitsun Weddings[en]. Faber and Faber. ISBN 978-0-571-09710-4.
  - "The Whitsun Weddings"
  - "An Arundel Tomb"
  - "A Study of Reading Habits"
  - "Home is So Sad"
  - "Mr Bleaney"
- High Windows[en]. Faber and Faber. ISBN 978-0-571-11451-1.
  - "This Be The Verse"
  - "Annus Mirabilis"
  - "The Explosion"
  - "The Building"
  - "High Windows"
- Thwaite, Anthony (ред.). Collected Poems. Faber and Faber. ISBN 0-571-15386-0.
  - "Aubade" (first published 1977)
  - "Party Politics" (last published poem)
  - "The Dance" (unfinished & unpublished)
  - "Love Again" (unpublished)
- Thwaite, Anthony (ред.). Collected Poems. Faber and Faber. ISBN 978-0-571-21654-3.
  - The North Ship
  - The Less Deceived
  - The Whitsun Weddings
  - High Windows
  - Two appendices of all other published poems, including XX Poems
- Burnett, Archie, ed. (2012), The Complete Poems,  Faber and Faber, ISBN 978-0-571-24006-7

### Проза
- [[Джилл (роман)|Jill]][[:en:Jill (novel)|[en]]]. The Fortune Press. 2005. ISBN 978-0-571-22582-8. {{cite book}}: Назва URL містить вбудоване вікіпосилання (довідка)
- A Girl in Winter[en]. Faber and Faber. ISBN 978-0-571-22581-1.
- James Booth (ред.). "Trouble at Willow Gables" and Other Fiction 1943–1953. Faber and Faber. ISBN 0-571-20347-7.

### Нехудожня література
- All What Jazz: A Record Diary 1961–1971. Faber and Faber. ISBN 978-0-571-13476-2.
- Required Writing: Miscellaneous Pieces 1955–1982. Faber and Faber. 1983. ISBN 978-0-571-13120-4.
- Further Requirements: Interviews, Broadcasts, Statements and Book Reviews 1952–1985. Faber and Faber. ISBN 978-0-571-21614-7.
- Larkin, Philip (1979). The Brynmor Jones Library 1929–1979. У Brennan, Maeve (ред.). 'A Lifted Study-Storehouse': The Brynmor Jones Library 1929–1979, updated to 1985. Hull University Press. ISBN 0-85958-561-1.
- Larkin, Philip (ред.). The Oxford Book of Twentieth Century English Verse[en]. Oxford University Press. ISBN 978-0-19-812137-4.
- Thwaite, Anthony (ред.). Selected Letters of Philip Larkin, 1940–1985. Faber and Faber. ISBN 0-571-17048-X.
- Thwaite, Anthony, ред. (2010). Letters to Monica. Faber and Faber. ISBN 0-571-23909-9.

### Аудіо і телебачення
- Courtenay, Tom (author and reader) (21 квітня 2005). Pretending to be Me: Philip Larkin, a Portrait (Audio CD). Time Warner AudioBooks. ISBN 1-4055-0082-4.
- Philip Larkin, Джон Бетчеман, Patrick Garland (director) (12 грудня 1964). Down Cemetery Road. Monitor. Епізод 140. Hull, England. BBC. BBC One.
- Harrald, Chris. Mr Larkin's Awkward Day [Архівовано 28 червня 2008 у Wayback Machine.], BBC Radio 4, 29 April 2008. Repeated BBC Radio 4, 25 January 2010.
- Weeks, John (sound engineer) (22 січня 2009). The Sunday Sessions: Philip Larkin reading his poetry (Audio CD). Faber and Faber. ISBN 978-0-571-24404-1. Архів оригіналу за 17 грудня 2010. Процитовано 21 вересня 2011.